# Siergiej Witkowski
Siergiej Siergiejewicz Witkowski (ros. Сергей Сергеевич Витковский; ur. 9 stycznia 1981) – rosyjski zapaśnik walczący w stylu wolnym. Wicemistrz Europy w 2005. Piąty w Pucharze Świata w 2007, a drugi w drużynie w 2004. Mistrz świata juniorów w 2001 i 2003 roku.
Brązowy medalista mistrzostw Rosji w 2003 i 2004 roku.